# Kanton Phalsbourg
Kanton Phalsbourg (fr. Canton de Phalsbourg) je francouzský kanton v departementu Moselle v regionu Grand Est. Tvoří ho 56 obcí. Před reformou kantonů 2014 ho tvořilo 26 obcí.

## Obce kantonu
od roku 2015:
| - Abreschviller - Arzviller - Aspach - Barchain - Berling - Bourscheid - Brouderdorff - Brouviller - Dabo - Danne-et-Quatre-Vents - Dannelbourg - Fraquelfing - Garrebourg - Guntzviller - Hangviller - Harreberg - Hartzviller - Haselbourg - Hattigny - Héming - Henridorff - Hérange - Hermelange - Hesse - Hommert - Hultehouse - Lafrimbolle - Landange | - Laneuveville-lès-Lorquin - Lixheim - Lorquin - Lutzelbourg - Métairies-Saint-Quirin - Metting - Mittelbronn - Neufmoulins - Niderhoff - Niderviller - Nitting - Phalsbourg - Plaine-de-Walsch - Saint-Jean-Kourtzerode - Saint-Louis - Saint-Quirin - Schneckenbusch - Troisfontaines - Turquestein-Blancrupt - Vasperviller - Vescheim - Vilsberg - Voyer - Walscheid - Waltembourg - Wintersbourg - Xouaxange - Zilling |

před rokem 2015:
- Arzviller
- Berling
- Bourscheid
- Brouviller
- Dabo
- Danne-et-Quatre-Vents
- Dannelbourg
- Garrebourg
- Guntzviller
- Hangviller
- Haselbourg
- Henridorff
- Hérange
- Hultehouse
- Lixheim
- Lutzelbourg
- Metting
- Mittelbronn
- Phalsbourg
- Saint-Jean-Kourtzerode
- Saint-Louis
- Vescheim
- Vilsberg
- Waltembourg
- Wintersbourg
- Zilling